# Hans List (Architekt)
Hans List (* 28. Juni 1880 in München; † nach 1941) war ein deutscher Architekt.

## Leben

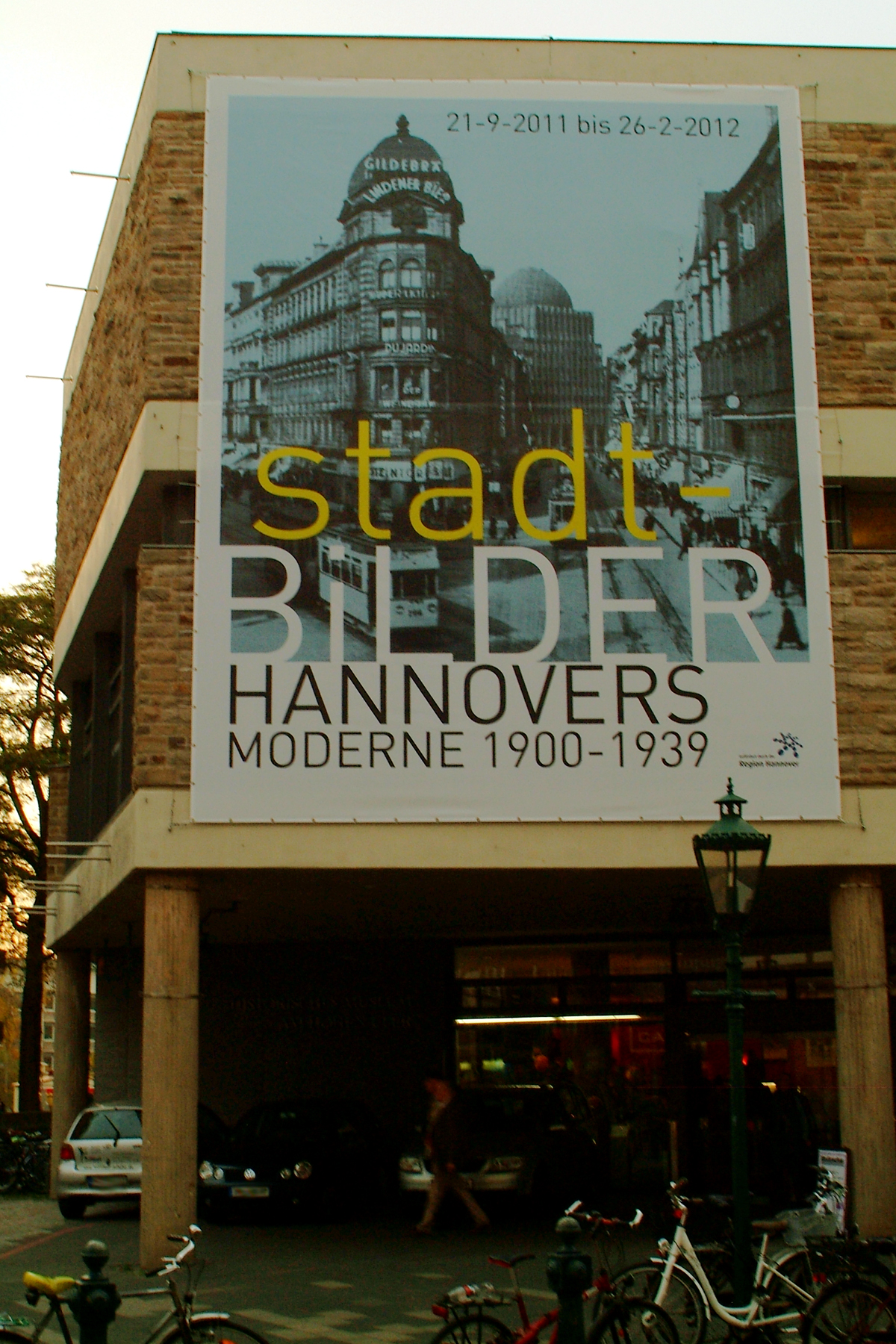
Steintorhalle auf einem Ausstellungsplakat des Historischen Museums

Nachdem Hans List in München studiert hatte, war er 1904 bis 1907 in London und Paris tätig und wurde dann wieder in seiner Heimatstadt aktiv.
Ab 1911 arbeitete List in Hannover.
Der Architekt Ernst Friedrich Brockmann arbeitete nach seinem Studium als Angestellter unter anderem bei Friedrich Fischer und bis 1942 bei Hans List.

## Werke
Hans List baute zahlreiche Häuser in Hannover aus, darunter
- 1925: Café Jahns in Hannover, Georgstraße 40;[1]
- 1928/29: Haus Dr. Braun in Kleefeld, Wallmodenstraße 39;[1]
- 1930: Haus Kuhlemann in Hannover-Kleefeld, Bemeroder Straße 158[1]
- 1930/31:
  - gemeinsam mit Hans Nitzschke: Steintorhalle in Hannover[1]
  - „gemeinsam mit Weber“: Umbau der Stern-Apotheke in der Hildesheimer Straße[1]
  - gemeinsam mit Hans Nitzschke: Brikettberatungsstelle in Hannover[1]